# Paul Sébillot
Pour les articles homonymes, voir Paul-Yves Sébillot et Sébillot.
Paul Sébillot, né le 6 février 1843 à Matignon et mort le 23 avril 1918 à Paris, est un ethnologue, folkloriste, écrivain et peintre breton. Nombre de ses travaux sont consacrés à son pays d’origine.

## Biographie

### Formation
Il est issu d’une ancienne famille bretonne et d’une lignée de médecins depuis son arrière-grand-père. Son père Pierre Sébillot a fait l‘objet d’une citation pour son dévouement pendant l’épidémie de choléra de 1832 à Saint-Cast ; il devient maire de Matignon en 1848. Après des études au collège communal de Dinan, Paul Sébillot fait ses études de droit à Rennes, qu’il poursuivra à Paris en 1863. Très intéressé par la peinture, il prend des cours auprès d’Augustin Feyen-Perrin et, en 1870, il expose au Salon une toile intitulée Rochers à Marée Basse, que l’on retrouve à l’Exposition de Londres de 1872.

### L’écrivain et le folkloriste
Sébillot va poursuivre son activité picturale jusqu’en 1883, période pendant laquelle quatorze de ses tableaux sont exposés aux salons de Paris et deux à l’Exposition universelle de Vienne en 1873. Son inspiration se trouve largement sur le littoral breton. Il collabore à plusieurs revues en tant que critique d’art : Le Bien Public, La Réforme, L'Art français et L'Art libre.
Parallèlement il entame une nouvelle carrière littéraire par la publication en 1875, de La République, c’est la tranquillité dont le succès nécessite deux rééditions la même année. C’est à cette époque qu’il rencontre un autre folkloriste François-Marie Luzel qui assure la traduction du texte en breton. Dès lors ses publications vont être régulières. Il mènera des analyses sur les "traditions populaires" en Bretagne. En 1877, il crée La Pomme, association bretonne et normande, dont il devient président l’année suivante (en 1889, sera créée une revue mensuelle du même nom). Entre 1879 et 1892, il préside les « Dîners celtiques », qu'il a fondés à Paris en 1878 avec un autre Costarmoricain, Narcisse Quellien. Les membres de ce cercle fréquenté par Ernest Renan sont des écrivains, poètes, linguistes, historiens, bretons ou parisiens, tous portés par le même intérêt pour les études celtiques. En 1881, quand Charles Leclerc crée la collection Les Littératures populaires de toutes les nations, Sébillot signe le premier volume d'une longue série avec sa Littérature orale de la Haute-Bretagne. En 1885, naît la Société des Traditions populaires, qui organise Les Dîners de ma Mère l’Oye, réunion de folkloristes qui donne lieu à l’édition d’une nouvelle revue de ce nom. À partir de 1886 devient le secrétaire général de l’association et assume la direction de la revue.  En 1889, c’est le premier congrès des traditions populaires à Paris. 
Il a été membre du comité directeur d'une Ligue pour la séparation des Églises et de l'Etat par les communes, fondée en 1888 et présidée par son beau-frère le député radical et libéral Yves Guyot, ancien rédacteur en chef du Bien public et de La Réforme. Lorsque ce-dernier est nommé ministre des Travaux publics en 1889, Sébillot devient son chef de cabinet au ministère. Il reste à ce poste jusqu’en 1892, observatoire idéal qui lui permet de recueillir de nombreuses informations qui feront l’objet du volume Les Travaux publics et les mines dans les traditions et superstitions de tous les pays, en 1894. L’année suivante, il rassemble la liste de ses publications (livres et articles), sous le titre Autobibliographie.
En 1905, il est nommé président de la Société d’anthropologie. 

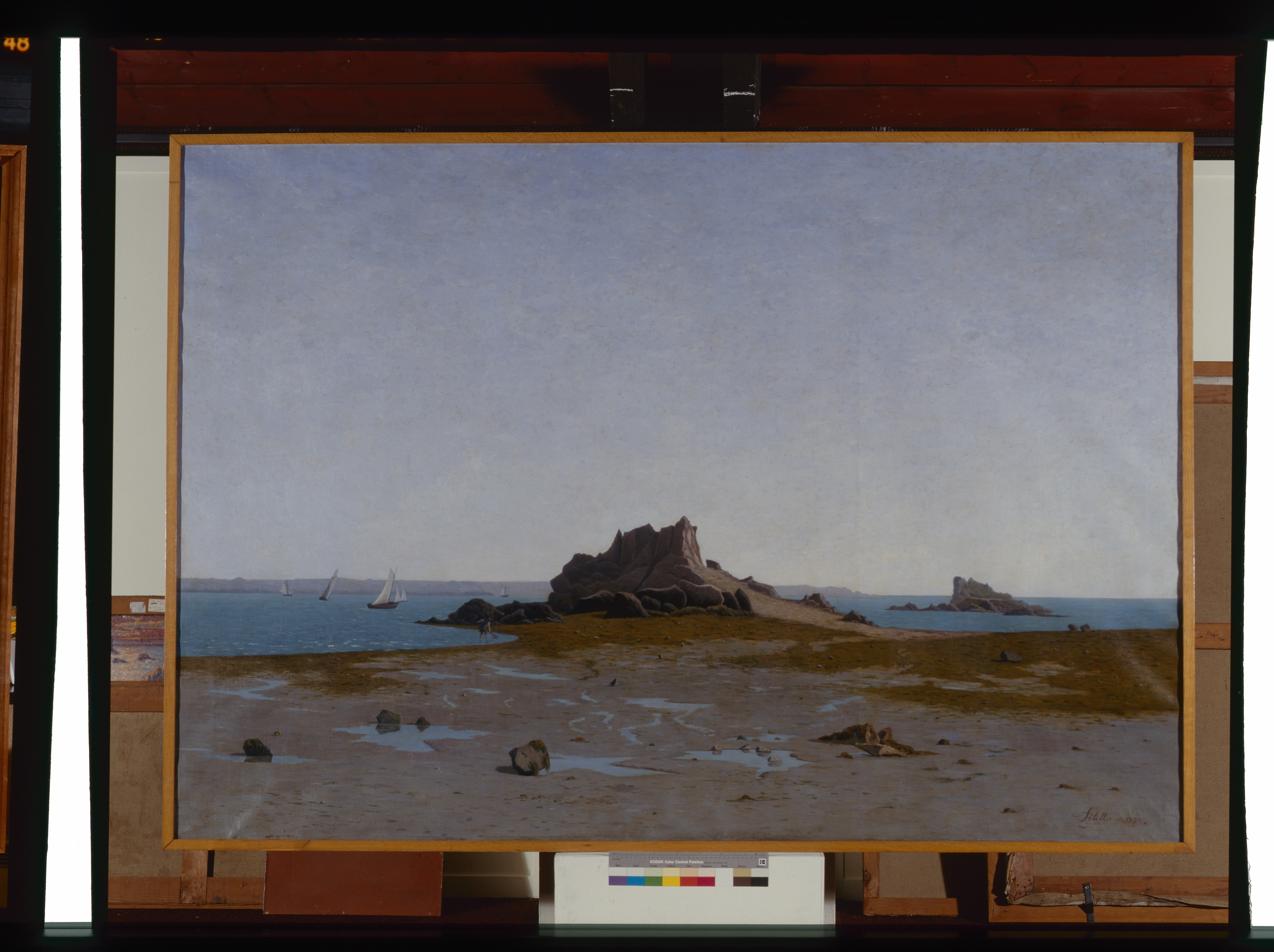
Embouchure du Trieux, Roch-Hir - Paul Sébillot - musée d'art et d'histoire de Saint-Brieuc, DOC 140

Il a été membre de nombreuses associations ou sociétés savantes, parmi lesquelles on peut citer : la Société des gens de lettres, la Société de linguistique, la Société d’anthropologie, la Société archéologique, la Société archéologique du Finistère, l’Association des journalistes républicains, la Société d’ethnographie et d’art national et, au niveau international, la Société finno-ougrienne d’Helsingsfors, la Société du folklore wallon, la Folklore Society de Chicago, l’American Folklore Society, du Folklore Andaluz, la Folklore Society de Londres, la Société suisse des traditions populaires, la Société des écrivains portugais.
Un prix littéraire portant son nom fut remis en même temps que le prix Claude Seignolle lors du salon du Livre des légendes à Botmeur de 2006 à 2013. Il récompensait une œuvre relative au folklore français. Son président était le folkloriste Roger Maudhuy.
Un colloque international sur Paul Sébillot a eu lieu à Fougères, du 9 au 11 octobre 2008, à l’occasion du 90e anniversaire de sa disparition.

## Publications

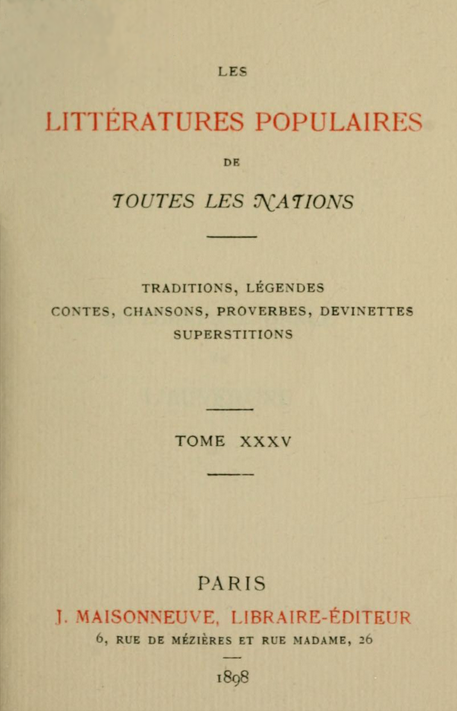
Les littératures populaires de toutes les nations (XXXV) 1898.

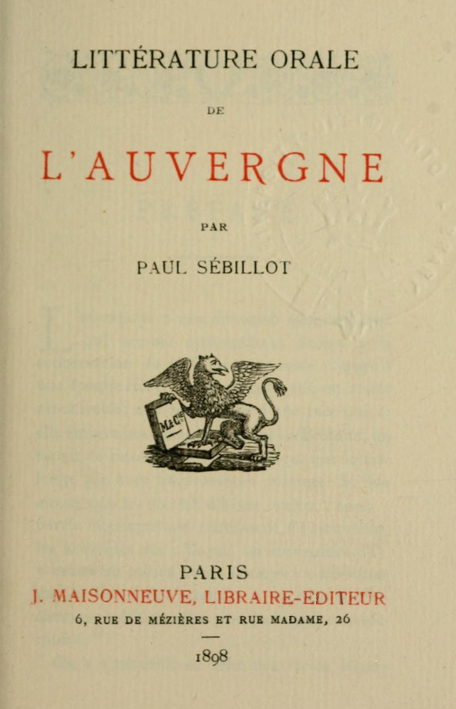
Littérature orale de L'Auvergne (1898).

- 1875 : La République, c’est la tranquillité (Paris, Librairie du suffrage universel)
- 1876 : Essai sur le patois gallot
- 1880 : Les Traditions, superstitions et légendes de la Haute-Bretagne
- 1880 : Essai de questionnaire pour servir à recueillir les traditions, les superstitions et les légendes
- 1880 : Contes populaires de la Haute-Bretagne
- 1881 : Contes des paysans et des pêcheurs
- 1880 : Les Pendus
- 1881 : Littérature orale de la Haute-Bretagne
- 1882 : Les Traditions et superstitions de la Haute-Bretagne, réédité sous le titre Traditions, Croyances, Superstitions en Haute-Bretagne. L'Homme, les Esprits, les Démons, éditions club 35, 1998. 
  - t. I : L'homme, les esprits et les démons .
  - t. II :  Les animaux, les plantes et les méthodes .
- 1883 : Contes de terre et de mer, rééd. Editions Debanne, Grenoble, 1986.
- 1883 : Gargantua dans les traditions populaires
- 1885 : Les Coutumes populaires de la Haute-Bretagne
- 1885 : Questionnaire des croyances, légendes et superstitions de la mer
- 1886 : La Bibliographie des traditions populaires des Frances d’Outremer
- 1886 : La langue bretonne, limites et statistique
- 1886 : Légendes chrétiennes de la Haute-Bretagne
- 1886 : Devinettes de la Haute-Bretagne
- 1887 : Les Instructions et questionnaires de la société
- 1887 : Les Coquilles de mer
- 1887 : Légendes locales de la Haute-Bretagne : les Margot la fée
- 1887 : Notes sur la mer et la météorologie maritime
- 1888 : Notes sur les traditions et superstitions de la Haute-Bretagne
- 1888 : Blason populaire de la Haute-Bretagne
- 1888 : L’Imagerie populaire en Bretagne
- 1888 : Contes des provinces de France
- 1889 : Les Héros populaire en Haute-Bretagne
- 1890 : Molière et les traditions populaires
- 1891 : Les Traditions et superstitions de la Boulangerie
- 1891 : Contes de marins : le diable et les animaux à bord
- 1891 : Contes de marins
- 1892 : Les Femmes et les traditions populaires
- 1892 : Additions aux coutumes, traditions et superstitions de la Haute-Bretagne
- 1892 : Les Incidents des contes populaires de la Haute-Bretagne
- 1892 : Contes de la Haute-Bretagne : Les chercheurs d’aventures, le diable et ses hôtes
- 1893 : Ustensiles et bibelots populaires
- 1893 : Le Tabac dans les superstitions et les coutumes
- 1894 : Les Travaux publics et les mines dans les traditions et superstitions de tous les pays
- 1894 : Contributions à l’étude des contes populaires
- 1894 : Livres et images populaires
- 1894 : Légendes du pays de Paimpol
- 1894 : Dix contes de la Haute-Bretagne
- 1894 : Bibliographie des traditions de la Bretagne
- 1895 : Contes de prêtres et de moines
- 1895 : Ercé près Liffré et le château du Bordage
- 1895 : Légendes et curiosités des métiers, rééd. Lafitte Reprints, Marseille, 1981. Texte en ligne disponible sur LillOnum
- 1896 : Contes espagnols
- 1897 : Annuaire de Bretagne
- 1897 : Petite légende doré de la Haute-Bretagne, rééd. Ed. des Régionalismes (PyréMonde), Cressé, 2011.
- 1898 : Littérature orale de l’Auvergne
- 1899 : Légendes locales de la Haute-Bretagne
  - t. I : Le monde physique 
  - t. II : L'histoire et la légende
- 1899 : La Bretagne enchantée, rééd. Maisonneuve, Paris, 1969.
- 1900 : La Veillée de Noël
- 1900 : Contes des landes et des grèves
- 1900 : Les Coquillages de mer
- 1900 : Le Folklore des pêcheurs, rééd. Ed. L'ancre de marine, 1997,  (ISBN 2-84141-108-7) et Ed. des Régionalismes (PyréMonde), Cressé, 2010.
- 1903 : La Mer fleurie (Paris, Alphonse Lemerre).
- 1903 : Les Traditions populaires en Anjou
- 1904 : Les Paganismes
- 1904-1907 : Le Folk-lore de France, actuellement réédité sous le titre Croyances, mythes et légendes des pays de France, établi par Francis Lacassin, Éditions Omnibus, 2002, V-1559 p.  (ISBN 2-286-01205-9). Réunit : Le ciel ; La nuit et les esprits de l'air ; La terre ; Le monde souterrain ; La mer ; Les eaux douces ; La faune ; La flore ; Le préhistorique ; Les monuments ; Le peuple et l'histoire.
  - t. I : Le Ciel et la Terre, 1904  
  - t. II : La Mer et les Eaux douces, 1905 
  - t. III : La faune et la flore, 1906 ; Maisonneuve et Larose, 1968, 541 p. 
  - t. IV : Le peuple et l'histoire, 1907
- 1911 : La Bretagne pittoresque et légendaire, (Illustration d'Alexandre Miniac, Daragon éditeur.
- 1913 : Les Flibustiers en Paradis, conte des Antilles

## Documentation
- Paul Sébillot (1843-1918). Un Républicain promoteur des traditions populaires, actes du colloque de Fougères (9-11 octobre 2008) sous la direction de Fañch Postic, édité en partenariat par le CRBC, le Lahic et la Granjagoul, 2011.
- Françoise Morvan, Une expérience de collectage en Basse-Bretagne : François-Marie Luzel (1821-1895), thèse de doctorat, Presses du Septentrion, 1999.
- Françoise Morvan, François-Marie Luzel, biographie, Presses universitaires de Rennes, 1999.
- Fées des houles, sirènes et rois de mer, édition critique de Françoise Morvan, Ouest-France, 2008 (première édition de la collecte de légendes de fées des houles).
- Contes de Haute-Bretagne, collecte choisie et présentée par Françoise Morvan, Ouest-France, 2007.Réédition en collection de poche, Ouest-France, 2015,  (ISBN 978-2-7373-6603-1)